# 2011–2012-es magyar labdarúgó-ligakupa
A 2011–2012-es Ligakupa a sorozat ötödik szezonja volt. A ligakupában a 2010–11-es bajnokságban részt vevő tizenhat élvonalbeli csapat mellett a másodosztály két csoportjának első két helyezettje vett részt. A címvédő a Paksi FC volt, a sorozat győztese a Videoton lett.

## Fordulók és időpontok
| Szakasz        | Forduló        | Sorsolás dátuma    | 1. mérkőzés          | 2. mérkőzés         |
| -------------- | -------------- | ------------------ | -------------------- | ------------------- |
| Csoportkör     | 1. mérkőzésnap | 2011. augusztus 3. | 2011. augusztus 31.  | 2011. augusztus 31. |
| Csoportkör     | 2. mérkőzésnap | 2011. augusztus 3. | 2011. szeptember 7.  | 2011. szeptember 7. |
| Csoportkör     | 3. mérkőzésnap | 2011. augusztus 3. | 2011. október 5.     | 2011. október 5.    |
| Csoportkör     | 4. mérkőzésnap | 2011. augusztus 3. | 2011. október 12.    | 2011. október 12.   |
| Csoportkör     | 5. mérkőzésnap | 2011. augusztus 3. | 2011. november 9.    | 2011. november 9.   |
| Csoportkör     | 6. mérkőzésnap | 2011. augusztus 3. | 2011. november 16.   | 2011. november 16.  |
| Egyenes kiesés | Negyeddöntők   | 2011. november 27. | 2012. február 21–22. | 2012. március 7.    |
| Egyenes kiesés | Elődöntők      | 2012.              | 2012. március 28.    | 2012. április 4.    |
| Egyenes kiesés | Döntő          | 2012.              | 2012. április 18.    | 2012. április 18.   |

## Csoportkör
A Magyar Labdarúgó-szövetség versenybizottsága a 2011–12-es magyar labdarúgó-ligakupa csoportbeosztását 2011. augusztus 3-án készítette el. Ebben a szezonban négy másodosztályú gárda, a Gyirmót, a Mezőkövesd-Zsóry, az MTK Budapest és a Szolnoki MÁV is részt vett a küzdelemsorozatban az első osztályú csapatok mellett.

### A csoport
| Csapat           | M | Gy | D | V | G+ | G– | Gk  | P  |
| ---------------- | - | -- | - | - | -- | -- | --- | -- |
| Lombard Pápa     | 6 | 4  | 1 | 1 | 16 | 3  | +13 | 13 |
| Győri ETO        | 6 | 2  | 3 | 1 | 9  | 8  | +1  | 9  |
| Haladás          | 6 | 2  | 1 | 3 | 7  | 9  | –2  | 7  |
| Zalaegerszegi TE | 6 | 1  | 1 | 4 | 6  | 18 | –12 | 4  |

|                  | GYŐ | HAL | PÁP | ZTE |
| ---------------- | --- | --- | --- | --- |
| Győri ETO        |     | 2–2 | 1–3 | 3–1 |
| Haladás          | 1–2 |     | 2–0 | 2–1 |
| Lombard Pápa     | 0–0 | 1–0 |     | 4–0 |
| Zalaegerszegi TE | 1–1 | 3–0 | 0–8 |     |

### B csoport
| Csapat            | M | Gy | D | V | G+ | G– | Gk | P  |
| ----------------- | - | -- | - | - | -- | -- | -- | -- |
| Kaposvári Rákóczi | 6 | 4  | 1 | 1 | 9  | 5  | +4 | 13 |
| Pécsi MFC         | 6 | 3  | 1 | 2 | 10 | 6  | +4 | 10 |
| BFC Siófok        | 6 | 3  | 1 | 2 | 7  | 7  | 0  | 10 |
| Ferencváros       | 6 | 0  | 1 | 5 | 6  | 14 | –8 | 1  |

|                   | SIÓ | FTC | KAP | PÉC |
| ----------------- | --- | --- | --- | --- |
| BFC Siófok        |     | 2–1 | 2–0 | 0–2 |
| Ferencváros       | 1–2 |     | 0–2 | 1–4 |
| Kaposvári Rákóczi | 2–0 | 2–2 |     | 1–0 |
| Pécsi MFC         | 1–1 | 2–1 | 1–2 |     |

### C csoport
| Csapat           | M | Gy | D | V | G+ | G– | Gk | P  |
| ---------------- | - | -- | - | - | -- | -- | -- | -- |
| Videoton         | 6 | 3  | 2 | 1 | 11 | 7  | +4 | 11 |
| MTK Budapest     | 6 | 3  | 2 | 1 | 6  | 5  | +1 | 11 |
| Gyirmót          | 6 | 2  | 1 | 3 | 8  | 8  | 0  | 7  |
| Budapest Honvéd* | 6 | 1  | 1 | 4 | 9  | 14 | –5 | 4  |

|                 | HON | GYI | MTK | VID |
| --------------- | --- | --- | --- | --- |
| Budapest Honvéd |     | 3–0 | 0–2 | 1–1 |
| Gyirmót         | 3–0 |     | 1–1 | 2–4 |
| MTK Budapest    | 0–3 | 2–1 |     | 1–0 |
| Videoton        | 2–1 | 4–2 | 0–0 |     |

- A Budapest Honvédtól az MLSZ 4 pontot levont.[3]

### D csoport
| Csapat        | M | Gy | D | V | G+ | G– | Gk  | P  |
| ------------- | - | -- | - | - | -- | -- | --- | -- |
| Kecskeméti TE | 6 | 4  | 1 | 1 | 13 | 10 | +3  | 13 |
| Paksi FC      | 6 | 3  | 1 | 2 | 24 | 11 | +13 | 10 |
| Újpest        | 6 | 3  | 1 | 2 | 17 | 15 | +2  | 10 |
| Szolnoki MÁV  | 6 | 0  | 1 | 5 | 3  | 21 | –18 | 1  |

|               | KTE | PAK | SZO  | ÚJP |
| ------------- | --- | --- | ---- | --- |
| Kecskeméti TE |     | 2–1 | 0–0  | 4–3 |
| Paksi FC      | 1–2 |     | 10–1 | 5–3 |
| Szolnoki MÁV  | 1–3 | 0–4 |      | 1–3 |
| Újpest        | 4–2 | 3–3 | 1–0  |     |

### E csoport
| Csapat           | M | Gy | D | V | G+ | G– | Gk  | P  |
| ---------------- | - | -- | - | - | -- | -- | --- | -- |
| Debreceni VSC    | 6 | 5  | 1 | 0 | 18 | 8  | +10 | 16 |
| Diósgyőr         | 6 | 3  | 1 | 2 | 12 | 5  | +7  | 10 |
| Mezőkövesd-Zsóry | 6 | 1  | 1 | 4 | 7  | 18 | –11 | 4  |
| Vasas            | 6 | 0  | 3 | 3 | 12 | 18 | –6  | 3  |

|                  | DEB | DIÓ | MEZ | VAS |
| ---------------- | --- | --- | --- | --- |
| Debreceni VSC    |     | 2–1 | 6–0 | 5–4 |
| Diósgyőr         | 0–1 |     | 4–0 | 3–0 |
| Mezőkövesd-Zsóry | 0–1 | 1–3 |     | 2–2 |
| Vasas            | 3–3 | 1–1 | 2–4 |     |

## Egyenes kieséses szakasz
Az egyenes kieséses szakaszban nyolc csapat vett részt. A csoportgyőztesek mellett a három legjobb csoport második.
| Csoport   | Csoportelső       | Csoportmásodik |
| --------- | ----------------- | -------------- |
| A csoport | Lombard Pápa      | –              |
| B csoport | Kaposvári Rákóczi | –              |
| C csoport | Videoton          | MTK Budapest   |
| D csoport | Kecskeméti TE     | Paksi FC       |
| E csoport | Debreceni VSC     | Diósgyőr       |

### Negyeddöntők
Az első mérkőzéseket 2012. február 21-én, február 22-én és február 28-án, a visszavágókat március 6-án és március 7-én játszották.
| 1. csapat         | Össz. | 2. csapat     | 1. mérk. | 2. mérk. |
| ----------------- | ----- | ------------- | -------- | -------- |
| Kaposvári Rákóczi | 1–2   | Lombard Pápa  | 0–1      | 1–1      |
| Diósgyőr          | 0–4   | Videoton      | 0–2      | 0–2      |
| MTK Budapest      | 2–3   | Kecskeméti TE | 2–2      | 0–1      |
| Paksi FC          | 1–2   | Debreceni VSC | 0–1      | 1–1      |

### Elődöntők
Az első mérkőzéseket 2012. március 27-én és március 28-án, a visszavágókat április 4-én játszották.
| 1. csapat     | Össz. | 2. csapat     | 1. mérk. | 2. mérk. |
| ------------- | ----- | ------------- | -------- | -------- |
| Lombard Pápa  | 0–4   | Videoton      | 0–3      | 0–1      |
| Kecskeméti TE | 5–1   | Debreceni VSC | 4–0      | 1–1      |

### Döntő
| 2012. április 18. 17:30 |

| Kecskeméti TE                        | 0–3                         | Videoton                                            |
| ------------------------------------ | --------------------------- | --------------------------------------------------- |
| Čukić 42' Alempijević 48' Tököli 57' | (0–1) Jegyzőkönyv Részletek | Sándor 38' Gyurcsó 65' Nikolics 90+1' Torghelle 70' |

| Széktói Stadion, Kecskemét Nézőszám: 5 000 Játékvezető: Bognár Tamás (magyar) |

## Lásd még
- 2011–2012 a magyar labdarúgásban